# Bala com rebaixo

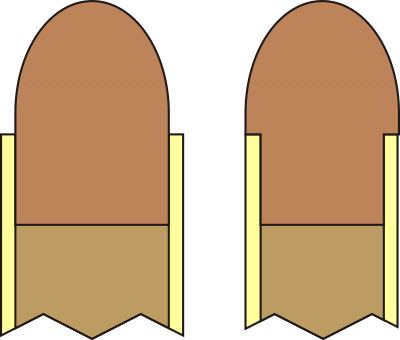
Um projétil com rebaixo (a direita), comparado com um convencional (a esquerda).

Uma bala com rebaixo, é um modelo específico de projétil (já em desuso), onde o diâmetro interno do cano, é quase sempre, do mesmo diâmetro do estojo do cartucho, e o projétil tem um rebaixo na sua base, de forma que a parte com o ressalto entre no estojo fazendo com que a superfície do conjunto estojo + projétil seja lisa.